# Тармунд
Тармунд — упразднённое село в Архаринском районе Амурской области России. Исключено из учётных данных в 1974 году.

## География
Село располагалось на правом берегу реки Урил выше впадения в неё ручья Каменец, на расстоянии примерно 14 километров (по прямой) к северо-востоку от села Урил.

## История
По данным 1926 года в Тармунде имелось 35 хозяйств (34 крестьянского типа и 1 прочих) и проживал 171 человек (89 мужчин и 82 женщины). В национальном составе населения преобладали русские. В административном отношении центр Тармундского сельсовета Хингано-Архаринского района Амурского округа Дальневосточного края.
Решением Амурского исполкома от 7 июня 1974 года № 253, село Тармунд исключено из учётных данных как несуществующее.